# استخوان‌ماهی درازآرواره
استخوان‌ماهی درازآرواره (نام علمی: Albula virgata) نام یک گونه از سرده استخوان‌ماهی‌ها است.